# Reinhold Rau
Reinhold Rau (Friedrichsdorf, 7 de fevereiro de 1932 – Cidade do Cabo, 11 de fevereiro de 2006) foi um historiador natural sul-africano de origem alemã. Ele nasceu perto de Frankfurt, Alemanha. Ele foi treinado como  preparador de fósseis no Museu Senckenberg e juntou-se ao Museu Sul-Africano em 1951.

## Biografia
Em 1969, ele remontou um potro de quagga, o único espécime existente em coleções de museus da África do Sul. Amostras de tecido secas da pele do potro, juntamente com amostras de tecidos adicionais de dois quaggas em Mainz que ele refez em 1980 e 1981, formaram a base da análise de DNA que levou à descoberta de que o quagga era uma subespécie de zebra-das-planícies, e não uma espécie distinta. Rau foi o pioneiro e fundador do Projeto Quagga, uma tentativa de reproduzir o extinto quagga. Em 2000, a Fundação Cabo Tricentenário concedeu-lhe a Medalha Molteno de serviços ao longo da vida para a conservação da natureza, no Cabo. Sua busca para reviver o quagga serviu de inspiração para o filme Jurassic Park.